# Deeringothamnus
Deeringothamnus é um género botânico pertencente à família Annonaceae.